# Naruto Shippuden: Ultimate Ninja Storm 4
Naruto Shippūden: Ultimate Ninja Storm 4, in Giappone Naruto Shippūden: Narutimate Storm 4 (N A R U T O ナルト- 疾風伝ナルティメットストーム 4?, Naruto Shippūden: Narutimetto Sutōmu 4), è il sesto videogioco della serie Ultimate Ninja Storm basato sulla serie anime e manga Naruto. Come annunciato da CyberConnect2 il gioco è pubblicato solo per PC, Xbox One e PlayStation 4. Il 19 dicembre 2014 è stato lanciato il primo trailer del gioco, ed inoltre è stato possibile giocare ad una prima versione di prova alla Jump Festa. Il gioco è uscito in Giappone e in Europa il 4 febbraio 2016. Il 24 aprile 2020 viene pubblicato un porting per Nintendo Switch, includendo inoltre il DLC Next Generation Pack, reso disponibile nello stesso giorno per le altre piattaforme.

## Sviluppo
Hiroshi Matsuyama, capo dello studio di sviluppo CyberConnect2, indicò la decisione di pubblicare il titolo per le console di nuova generazione, per adattarsi alle strategie di vendita che il mercato dei videogiochi stava ormai attuando. 
Disse anche che ci sarebbero stati numerosi miglioramenti rispetto ai titoli precedenti della serie, soprattutto riguardo alla frequenza dei fotogrammi. Inoltre, lo studio aveva l'intenzione di sviluppare una trama molto più articolata e aumentare il numero di personaggi giocabili rispetto ai titoli precedenti. La demo è stata distribuita il 17 dicembre 2015 su Playstation 4 e Xbox One, mentre in Giappone è uscita il 30 novembre.

## Combattimento
Ci sarà poi una modalità a squadre in cui la sconfitta di un personaggio comporterà il passaggio ad un compagno della stessa squadra fino alla sconfitta completa di essa, mentre in modalità risveglio sarà possibile eseguire tecniche concatenate utilizzando tutti i membri del team (es: Naruto (Modalità Collegamento con Kurama)×Sasuke (Mangekyo Sharingan Eterno)×Sakura (Guerra dei Ninja).
Inoltre, a differenza dei capitoli precedenti, durante il combattimento si avrà la possibilità di passare da un personaggio ad un altro tramite l'analogico destro fra i tre precedentemente scelti, eliminando così la semplice funzione di supporto che prima confinava i due personaggi scelti per tale ruolo.

## Personaggi giocabili
- Naruto Uzumaki (Modalità sei vie)
- Naruto Uzumaki (Modalità collegamento con Kurama)
- Naruto Uzumaki (Modalità eremita)
- Naruto Uzumaki (Teriosfera/Arte eremitica: Rasengan concatenato titanico/Arte del vento: Rasen shuriken/Rasengan a nove code)
- Sakura Haruno (Guerra dei Ninja/Abiti quotidiani/Sakura Uchiha (Road to Boruto) (DLC)/THE LAST)
- Sai (Guerra dei Ninja/Abiti quotidiani/Road to Boruto (DLC))
- Kakashi Hatake (Doppio Sharingan/Guerra dei Ninja/Abiti quotidiani/Costume da Hokage (DLC)[11])
- Gai Maito (Guerra dei Ninja/Abiti quotidiani)
- Yamato
- Shikamaru Nara (Guerra dei Ninja/Abiti quotidiani/Road to Boruto (DLC))
- Choji Akimichi (Guerra dei Ninja/Abiti quotidiani/Road to Boruto (DLC))
- Ino Yamanaka (Guerra dei Ninja/Abiti quotidiani/Road to Boruto (DLC))
- Neji Hyuga (Guerra dei Ninja/Abiti quotidiani)
- Rock Lee (Guerra dei Ninja/Abiti quotidiani/Road to Boruto (DLC))
- Tenten (Guerra dei Ninja/Abiti quotidiani/Road to Boruto (DLC))
- Kiba Inuzuka (Guerra dei Ninja/Abiti quotidiani/Road to Boruto (DLC))
- Shino Aburame (Guerra dei Ninja/Abiti quotidiani/Road to Boruto (DLC))
- Hinata Hyuga (Guerra dei Ninja/Abiti quotidiani/Hinata Uzumaki (Road to Boruto) (DLC)/THE LAST)
- Asuma Sarutobi (Normale/Resurrezione)
- Konohamaru Sarutobi
- Shisui Uchiha
- Iruka Umino
- Kushina Uzumaki
- Jiraiya
- Kakashi Hatake giovane
- Obito Uchiha giovane
- Rin Nohara
- Sasuke Uchiha (Rinne Sharingan)
- Sasuke Uchiha (Mangekyo Sharingan Eterno)
- Sasuke Uchiha (Conferenza dei cinque Kage)
- Sasuke Uchiha (Taka)
- Sasuke Uchiha (Vera lancia Mille Falchi/Kirin)
- Orochimaru
- Kabuto Yakushi  (Modalità eremita)
- Kabuto Yakushi (Mantello del serpente)
- Kabuto Yakushi
- Suigetsu Hozuki
- Jugo
- Karin

- Il primo Hokage: Hashirama Senju (Resurrezione/Normale)
- Il secondo Hokage: Tobirama Senju (Resurrezione/Normale)
- Il terzo Hokage: Hiruzen Sarutobi (Resurrezione/Normale)
- Minato Namikaze (Resurrezione/Hokage/Jonin)
- Tsunade
- Danzo Shimura
- Kazekage: Gaara (Guerra dei Ninja/Forza portante/Conferenza dei 5 Kage/Road to Boruto (DLC))
- Kankuro (Guerra dei Ninja/Abiti quotidiani/Conferenza dei cinque Kage/Road to Boruto (DLC))
- Temari (Guerra dei Ninja/Abiti quotidiani/Conferenza dei cinque Kage/Road to Boruto (DLC))
- Raikage: Ay (Tenuta da battaglia/Giacca Haori)
- Killer Bee (Pelle di Squalo/Abiti quotidiani)
- Darui
- Tsuchikage: Onoki
- Mizukage: Mei Terumi
- Mifune
- Madara Uchiha (Sei vie)
- Madara Uchiha (Resurrezione risoluta/Resurrezione)
- Kaguya Otsutsuki
- Obito Uchiha (Forza portante del Dieci Code)
- Obito Uchiha
- Tobi (Guerra dei Ninja)
- Tobi
- Uomo mascherato
- Obito Uchiha (Scatenato)
- Pain
- Nagato (Resurrezione)
- Konan
- Itachi Uchiha
- Itachi Uchiha (Resurrezione)
- Kisame Hoshigaki
- Kakuzu
- Hidan
- Deidara (Normale/Resurrezione)
- Sasori
- Il quarto Kazekage (Resurrezione)
- Il terzo Raikage (Resurrezione)
- Il secondo Tsuchikage (Resurrezione)
- Il secondo Mizukage (Resurrezione)
- Hanzo (Resurrezione)
- Vecchia Chiyo

- Zabuza Momochi (Resurrezione/Prima di morire)
- Haku (Resurrezione/senza maschera /con maschera)
- Yugito Nii (Prima di morire/Resurrezione)
- Yagura (Prima di morire/Resurrezione)
- Roushi (Prima di morire/Resurrezione)
- Han (Prima di morire/Resurrezione)
- Utakata (Prima di morire/Resurrezione)
- Fuu (Prima di morire/Resurrezione)
- Parte 1 Naruto Uzumaki
- Parte 1 Sasuke Uchiha (Secondo completo/Veste nera/Primo completo (DLC))
- Parte 1 Sakura Haruno
- Parte 1 Shikamaru Nara (Primo completo/Completo da Chunin)
- Parte 1 Choji Akimichi
- Parte 1 Ino Yamanaka
- Parte 1 Neji Hyuga
- Parte 1 Rock Lee
- Parte 1 Tenten
- Parte 1 Kiba Inuzuka
- Parte 1 Shino Aburame
- Parte 1 Hinata Hyuga
- Parte 1 Gaara della Sabbia (Secondo completo/Primo completo)
- Parte 1 Kankuro (Primo completo/Secondo completo)
- Parte 1 Temari (Primo completo/Secondo completo)
- Kimimaro
- Mecha-Naruto (DLC)
- Naruto Uzumaki (THE LAST/Settimo Hokage (DLC))
- Sasuke Uchiha (THE LAST/Ninja vagabondo (DLC))
- Hanabi Hyuga
- Boruto Uzumaki (DLC)[11]
- Sarada Uchiha (DLC)[11]
- Jirobo (DLC)
- Kidomaru (DLC)
- Sakon/Ukon (DLC)
- Tayuya (DLC)
- Boruto Uzumaki (Road to Boruto/Battaglia finale) (DLC)
- Boruto Uzumaki (Attrezzo ninja scientifico) (DLC)
- Sarada Uchiha (Esame da Chunin) (DLC)
- Mitsuki (DLC)
- Naruto Uzumaki (Road to Boruto) (DLC)
- Sasuke Uchiha (Road to Boruto) (DLC)
- Momoshiki Otsutsuki (DLC)
- Kinshiki Otsutsuki (DLC)

## Edizioni
Collector's Edition:
Include:
- Il gioco completo
- Una statua alta 17 cm di Naruto Uzumaki (The Last)
- Una custodia in metallo FuturePackTM di Naruto e Sasuke
- Una metal Plate di Sasuke
- L'esclusivo artbook(Storm Memories)

Bundle:
È stato commercializzato un bundle con il videogioco e una PlayStation 4 da un 1TB, al costo di 399 euro, disponibile il giorno del lancio del videogioco.

## Contenuti aggiuntivi
| Nome                                                 | Data di uscita  | Descrizione | Stagione                     |
| ---------------------------------------------------- | --------------- | --- | ---------------------------- |
| NARUTO STORM 4 - Season Pass Bonus                   | 8 marzo 2016    | Contiene l'accesso anticipato a tre componenti aggiuntivi e a un'esclusiva Combo tecnica suprema. | NARUTO STORM 4 - Season Pass |
| Shikamaru's Tale Extra Scenario Pack                 | 8 marzo 2016    | Contiene lo scenario "Il germoglio verde della Foglia", 4 combo tecniche supreme (Naruto (Settimo Hokage)×Boruto, Kiba×Shino×Hinata, Asuma×Shikamaru e Hokage), 1 nuovo costume (Naruto (Settimo Hokage)), costumi dalle serie precedenti, voci di battaglia, carte ninja e tesori ninja. | NARUTO STORM 4 - Season Pass |
| Gaara's Tale Extra Scenario Pack                     | 5 aprile 2016   | Contiene lo scenario "I legami del mare sabbioso", 3 combo tecniche supreme (Sasuke (Rinne Sharingan)×Itachi, Lee×Neji×Tenten e Lee×Gai), 1 nuovo costume (Sasuke (Ninja vagabondo)), costumi dalle serie precedenti, voci di battaglia, carte ninja e tesori ninja. | NARUTO STORM 4 - Season Pass |
| The Sound Four Extra Playable Characters Pack        | 3 maggio 2016   | Contiene 4 nuovi personaggi giocabili (Jirobo, Kidomaru, Sakon/Ukon e Tayuya), 3 Combo tecniche supreme (Sette lame della Nebbia Insanguinata (Zabusa×Kisame), Arte magica: Formazione infernale (I quattro ninja del Suono) e Gelido assalto della lama demoniaca (Zabusa×Haku), costumi dalle serie precedenti, voci di battaglia, immagini carte ninja, tesori ninja e Immagini Finale con Tecnica Suprema. | NARUTO STORM 4 - Season Pass |
| NARUTO STORM 4 : Road to Boruto Expansion            | 3 febbraio 2017 | Contiene l'avventura di BORUTO: NARUTO THE MOVIE, nuovi personaggi giocabili, fra i quali: Boruto, Sarada, Mitsuki, Naruto in versione Hokage e Sasuke come Ninja Vagabondo completamente con moveset, combo e tecniche segrete nuove. | -                            |
| Naruto Storm 4 Road to Boruto - Next Generation Pack | 24 aprile 2020  | Offre l'accesso a questi contenuti aggiuntivi, Momoshiki & Kinshiki Otsutsuki DLC, 11 costumi dall'era Boruto e Momoshiki & Kinshiki Otsutsuki Theme. | -                            |

## Sequel
Il 23 febbraio 2023, in occasione del 20º anniversario dell'anime di Naruto, viene annunciato attraverso un trailer presentato allo State of Play il sequel diretto chiamato Naruto X Boruto: Ultimate Ninja Storm Connections in arrivo il 17 novembre su PlayStation 4, PlayStation 5, Xbox One, Xbox Series X e Series S, PC e Nintendo Switch.